# المنافسة داخل النوع

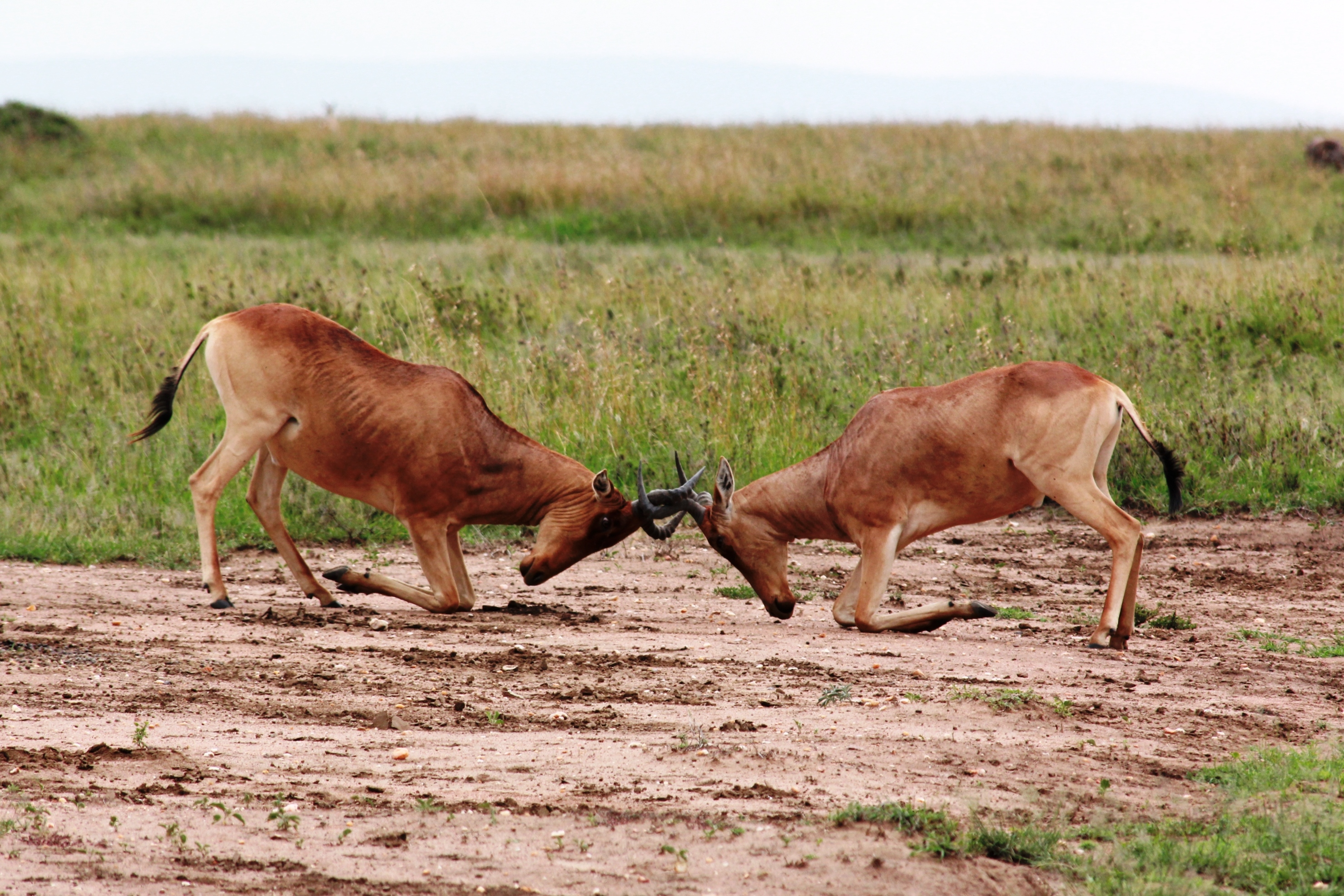
ذكور ظباء الهرتبيس تتصادم بقرونها وتحمي منطقتها بشراسة كمثال للمنافسة المباشرة.

المنافسة داخل النوع هي تفاعل في مجال علم البيئة التجمعي يمثل تنافس أفراد من نفس النوع على موارد محدودة. يؤدي هذا إلى انخفاض في صلاحية كلا الفردين المتنافسين، لكن الفرد الأكثر صلاحية ينجو ويكون قادرًا على التكاثر. في المقابل، تحدث المنافسة بين الأنواع حين يتنافس أفراد من أنواع مختلفة على مورد مشترك. تكون متطلبات أفراد النوع الواحد من الموارد متشابهة إلى حد ما، في حين يكون التداخل في الموارد المتنازع عليها أقل بين الأنواع المختلفة ما يؤدي إلى كون المنافسة داخل النوع أقوى عمومًا من المنافسة بين الأنواع.
يتنافس الأفراد على الطعام أو الماء أو المكان أو الضوء أو الأزواج أو أي مورد آخر مطلوب للبقاء أو التكاثر. يجب أن يكون المورد محدودًا حتى تحصل المنافسة؛ إذا كان بإمكان كل فرد من النوع الحصول على قدرٍ كافٍ من كل مورد، فإن الأفراد لا يتنافسون وينمو عدد الأفراد بشكل أسي. إن النمو الأسي المطول نادر الحدوث في الطبيعة لأن الموارد محدودة وبالتالي لا يمكن لكل فرد في المجتمع البقاء على قيد الحياة، وهو ما يؤدي إلى المنافسة داخل النوع على الموارد الشحيحة.
عندما تكون الموارد محدودة، تؤدي الزيادة في عدد الأفراد إلى انخفاض كمية الموارد المتاحة لكل فرد، ما يقلل من صلاحية الفرد بين الأفراد. نتيجة لذلك، يتباطأ معدل نمو عدد الأفراد مع ازدياد حدة المنافسة داخل النوع، ما يجعلها عملية تعتمد بشكل سالب على الكثافة العددية. يمكن نمذجة معدل نمو عدد الأفراد الهابط بشكل فعال مع ازدياد عدد الأفراد باستخدام نموذج النمو اللوجستي. ينخفض معدل تغير كثافة عدد الأفراد في النهاية إلى الصفر، وأطلق علماء البيئة على هذه النقطة اسم القدرة الاستيعابية (K). ومع ذلك، يمكن لعدد الأفراد أن ينمو فقط إلى عدد محدود جدًا ضمن بيئة ما. القدرة الاستيعابية، المعرفة بالمتغير k، لبيئة ما هي الحد الأقصى لعدد الأفراد أو الأنواع التي يمكن للبيئة أن تحافظ عليها وتدعمها على مدى فترة زمنية أطول. تكون الموارد ضمن بيئة معينة محدودة وليست بلا نهاية. يمكن للبيئة أن تدعم عددًا معينًا فقط من الأفراد قبل أن تتضاءل مواردها كليًا. ستعاني الأعداد الأكبر من ذلك من نمو عدد أفراد سلبي حتى تصل في نهاية المطاف إلى القدرة الاستيعابية، في حين أن عدد الأفراد الأصغر من القدرة الاستيعابية سينمو حتى يبلغها.
لا تنطوي المنافسة داخل النوع على التفاعلات المباشرة بين أفراد النوع الواحد فقط (مثل تصادم ذكور الغزلان بقرونهم عند المنافسة من أجل الأزواج) بل قد تتضمن أيضًا تفاعلات غير مباشرة فيقوم فرد ما باستنزاف مورد مشترك (مثل الدب الرمادي الذي يصطاد سمكة سلمون ويصبح بالتالي من غير الممكن أن تأكلها الدببة الموجودة في نقاط مختلفة على طول النهر).
تختلف أيضًا الطريقة التي تقسم بها الموارد بين الكائنات الحية ويمكن تقسيمها إلى منافسة بالتدافع ومنافسة بالتسابق. تنطوي المنافسة بالتدافع على توزيع متساو نسبيًا للموارد ضمن عدد الأفراد إذ يستغل جميع الأفراد مجموعة موارد مشتركة. في المقابل، المنافسة بالتسابق هي التوزيع غير المتكافئ للموارد وتحدث عندما تؤثر التسلسلات الهرمية في عدد الأفراد على كمية الموارد التي يتلقاها كل فرد. تحصل الكائنات الحية الموجودة في المناطق الأكثر قيمة أو في قمة التسلسلات الهرمية على كمية كافية من الموارد، بينما لا يحصل الأفراد الذين ليس لديهم منطقة على أي من الموارد.

## الآليات

### مباشرة
منافسة التدخل هي العملية التي يتنافس من خلالها الأفراد مباشرة مع بعضهم البعض سعيًا وراء مورد ما. يمكن أن تشمل القتال أو السرقة أو المعارك الطقسية. تشمل المنافسة المباشرة داخل النوع أيضًا الحيوانات التي تطالب بمنطقة والتي تستبعد بعدها الحيوانات الأخرى من دخول المنطقة. قد لا يحصل نزاع فعلي بين المتنافسَين، لكن الحيوان المستبعد من المنطقة يعاني من تدني صلاحيته بسبب تضاؤل منطقة الغذاء ولا يمكنه دخول المنطقة لأنه يخاطر بمواجهة فرد أكثر هيمنة. بما أن الكائنات الحية تواجه بعضها خلال منافسة التدخل، فإنها قادرة على تطوير استراتيجيات سلوكية ومورفولوجيات للتغلب على منافسيها ضمن الجماعة.
على سبيل المثال، طورت جماعات مختلفة من السمندل الشحمي الشمالي مستويات متفاوتة من العدوانية اعتمادًا على شدة المنافسة داخل النوع. من المرجح أن تتطور سلوكيات أكثر عدوانية في الجماعات التي تكون مواردها أكثر شحًا. تشكل محاربة المنافسين ضمن النوع إستراتيجية أكثر فعالية من البحث عن خيارات أخرى بسبب نقص الطعام المتوفر. من المرجح أن تحصل السمادل الأكثر عدوانية على الموارد التي تحتاجها للتكاثر في حين أن السمادل الجبانة تموت جوعًا قبل أن تتكاثر، لتنتشر بذلك العدوانية بين الأفراد.
بالإضافة إلى ذلك، وجدت دراسة على نحام تشيلي أن الطيور المقترنة تكون أكثر عدوانية من الطيور غير المقترنة. كانت الطيور المقترنة أكثر أُهبة بكثير لبدء مواجهة تنافسية دفاعًا عن أزواجها أو صغارها بينما كانت الطيور غير المقترنة غير متكاثرة وأقل استعدادًا للنزاع. لا يمكن لجميع طيور النحام في الجماعة الواحدة أن تتزاوج لأن نسبة الجنس غير مناسبة أو لأن بعض طيور النحام المهيمنة تتزاوج مع عدة شركاء. يشكل الأزواج موردًا متنازعًا عليه بشدة في الكثير من الأنواع وذك لأن إنتاج النسل ضروري للفرد لنشر جيناته.

### غير مباشرة
يمكن للكائنات الحية أن تتنافس بشكل غير مباشر إما من خلال المنافسة الاستغلالية أو الظاهرية. تشمل المنافسة الاستغلالية فردين يستنزفان موردًا مشتركًا ويعاني كلاهما من خسارة في الصلاحية نتيجة لذلك. قد لا تحتك الكائنات الحية فعليًا وتتفاعل عبر المورد المشترك فقط بشكل غير مباشر.
فمثلًا، شوهدت المنافسة الاستغلالية تجريبيًا بين العناكب الذئبية اليافعة. أدت زيادة كثافة العناكب الشابة وتقليل الإمدادات الغذائية المتوفرة إلى انخفاض نمو العناكب الأفراد. من الواضح أن الطعام مورد محدود بالنسبة للعناكب الذئبية ولكن لم تحدث منافسة مباشرة بين اليافعين على الطعام، فقط انخفاض في الصلاحية نظرًا لازدياد كثافة عدد الأفراد. إن الاعتماد السالب على الكثافة واضح لدى العناكب الذئبية الشابة: مع ازدياد كثافة عدد الأفراد بشكل أكبر، تستمر معدلات النمو بالانخفاض وقد تصل إلى الصفر (كما يتنبأ نموذج النمو اللوجستي). يُلاحظ هذا أيضًا لدى السحلية الولودية، إذ يعتمد وجود تحولات اللون ضمن الأفراد على الكثافة والمنافسة داخل النوع.
تلعب المنافسة الاستغلالية لدى الكائنات الحية الثابتة، مثل النباتات، دورًا أكبر بكثير من منافسة التدخل لأن الأفراد متجذرون في منطقة محددة ويستخدمون الموارد في محيطهم المباشر. سوف تتنافس الشتلات من أجل الضوء، والذي ستحجب معظمه الأشجار الأطول وتستخدمه. يمكن أن تُهزم الشتلات بسهولة من قبل الأفراد الأضخم من النوع نفسه، وربما يكون ذلك أحد الأسباب التي تؤدي إلى نثر البذور على مسافات كبيرة جدًا. من المرجح جدًا أن تُهزم البذور التي تنبت على مقربة من الآباء وتموت.
تحصل المنافسة الظاهرية لدى الجماعات التي تُفترس. تؤدي الزيادة في عدد أفراد الأنواع المفترَسة إلى جلب المزيد من الحيوانات المفترسة إلى المنطقة، ما يزيد من خطر تعرض الفرد لأن يؤكل وبالتالي يقلل فرص بقائه.